# Амфибия
„Амфибия“ (на английски: Amphibia) е американски анимационен сериал на „Дисни Ченъл“ от 17 юни 2019 г. до 14 май 2022 г. Ролите са озвучени от Бренда Сонг, Джъстин Фелбингер, Бил Фармър, Аманда Лейтън, Ана Акана, Трой Бейкър, Хейли Тджу и Кийт Дейвид.

## Сюжет
Сериалът следва приключенията на 13-годишно тайландско-американско момиче на име Ан Бунчой. Мистериозна музикална кутия по магически начин я транспортира в Амфибия - див остров, изпълнен с говорещи жаби и гигантски версии на по-малки животни. Тя скоро се среща и се сприятелява с приключенски настроен 10-годишен жабок на име Сприг Плантар и заживява със семейството му, докато успее да намери обратния път към дома.

## „Амфибия“ в България
В България сериалът се излъчва от 9 декември 2019 г. по „Дисни Ченъл“. Дублажът е нахсинхронен в студио „Александра Аудио“. Финалният епизод се излъчи на 31 юли 2022 г.
| Роля          | Изпълнител        |
| ------------- | ----------------- |
| Ан            | Диляна Спасова    |
| Поли и Саша   | Татяна Етимова    |
| Хоп Поп       | Георги Стоянов    |
| Марси         | Мариета Петрова   |
| Други гласове | Константин Лунгов |

| Обработка              | Александра Аудио |
| ---------------------- | ---------------- |
| Изпълнителен продуцент | Васил Новаков    |
| Режисьор на дублажа    | Мариета Петрова  |